# تشارلز سميث (لاعب كرة سلة مواليد 1975)
تشارلز سميث (بالإنجليزية: Charles Smith)‏ مواليد 22 أغسطس 1975 في فورت وورث، هو لاعب كرة سلة أمريكي سابق بدأ مسيرته الاحترافية في سنة 1997. تم اختياره من قبل فريق ميامي هيت خلال الدرافت. يبلغ طوله 6 قدم 4 بوصة (1.9 م). اعتزل اللعب في 2011.

## المسيرة الاحترافية
لعب مع ميامي هيت في موسم 1997–1998، ثم لعب مع لوس أنجلوس كليبرز من سنة 1997 إلى 1999، ثم لعب مع أماتوري أوديني في موسم 2000–2001، ثم لعب مع سان أنطونيو سبرز في موسم 2001–2002، ثم لعب مع بورتلاند ترايل بلايزرز في موسم 2002–2003، ثم لعب مع فيكتوريا يبرتاس بيزارو في الدوري الإيطالي في موسم 2004–2005، ثم لعب مع بورتلاند ترايل بلايزرز في موسم 2005–2006.

## روابط خارجية
- تشارلز سميث على موقع الدوري الأوروبي لكرة السلة (الإنجليزية)
- تشارلز سميث على موقع إن بي أي (الإنجليزية)
- تشارلز سميث على موقع سبورتس رفرنس (الإنجليزية)
- تشارلز سميث على موقع الدوري الإسباني لكرة السلة (الإسبانية)
- تشارلز سميث على موقع كرة السلة الأوروبية.كوم (الإنجليزية)
- تشارلز سميث على موقع كلية كرة السلة في سبورتس رفرنس.كوم (الإنجليزية)
- تشارلز سميث على موقع ريلجم (الإنجليزية)
- تشارلز سميث على موقع بروبوليرز (الإنجليزية)
- تشارلز سميث على موقع سبورتس رفرنس (الإنجليزية)